# Guargüero
El guargüero es un postre de la gastronomía peruana típico del departamento de Moquegua.

## Etimología
Guargüero es un americanismo que se refiere al esófago; por su forma de tubo parecida es que este postre se denomina de tal manera.

## Descripción
El guargüero es un pastelito que nace de la tradición de la gastronomía virreinal que surge tras la conquista del Perú por parte de los españoles. Es elaborado a partir de una masa de yema de huevo, harina de trigo y manteca, que luego es frita en forma tubular. Luego se rellena con manjarblanco o natilla, y se adorna espolvoreando azúcar glas. En algunas recetas se prefiere el horneado a la fritura. En otras se utiliza pisco para la masa y se rellena con diversos tipos de mermeladas.
Es un postre típico de Moquegua, en la costa sur del país, donde son consumidos especialmente en Semana Santa. También es elaborado en distintos lugares del sur, como Cusco, Arequipa y Tacna.
En la capital del Perú, Lima, es un dulce tradicional que es vendido de forma callejera junto a los alfajores.